# Miss Universo 1998
Miss Universo 1998, quarantasettesima edizione di Miss Universo, si è tenuta presso lo Stan Sheriff Arena di Honolulu, alle Hawaii il 12 maggio 1998. L'evento è stato presentato da Jack Wagner, Ali Landry e Julie Moran. Wendy Fitzwilliam, Miss Trinidad e Tobago, è stata incoronata Miss Universo 1998 dalla detentrice del titolo uscente, Brook Lee degli Stati Uniti.

## Risultati

### Piazzamenti
| Risultato finale   | Concorrente |
| ------------------ | --- |
| Miss Universo 1998 | - Trinidad e Tobago - Wendy Fitzwilliam                                                                                                 |
| 2ª classificata    | - Venezuela - Veruska Ramírez |
| 3ª classificata    | - Porto Rico - Joyce Giraud |
| Top 5              | - Colombia - Silvia Ortiz - Stati Uniti - Shawnae Jebbia                                                                                |
| Top 10             | - Brasile - Michella Marchi - India - Lymaraina D'Souza - Irlanda - Andrea Roche - Russia - Anna Malova - Sudafrica - Kerishnie Naicker |

### Punteggi alle sfilate finali
Vincitrice
     2ª classificata
     3ª classificata
     Top 6
     Top 10
(#) Posizione in ogni turno della gara
| Nazione           | Intervista | Costume da bagno | Abito da sera | Media      | Finaliste Top 5 |
| ----------------- | ---------- | ---------------- | ------------- | ---------- | --------------- |
| Trinidad e Tobago | 9.717 (1)  | 9.762 (2)        | 9.835 (1)     | 9.771 (1)  | 9.792 (1)       |
| Venezuela         | 9.423 (3)  | 9.855 (1)        | 9.720 (2)     | 9.666 (2)  | 9.713 (2)       |
| Porto Rico        | 9.230 (6)  | 9.697 (3)        | 9.693 (3)     | 9.540 (3)  | 9.633 (3)       |
| Stati Uniti       | 9.267 (5)  | 9.625 (4)        | 9.505 (6)     | 9.466 (4)  | 9.382 (4)       |
| Colombia          | 9.115 (7)  | 9.583 (5)        | 9.635 (4)     | 9.444 (5)  | 9.350 (5)       |
| Brasile           | 9.275 (4)  | 9.450 (6)        | 9.428 (9)     | 9.384 (6)  |                 |
| India             | 9.492 (2)  | 9.108 (9)        | 9.443 (8)     | 9.348 (7)  |                 |
| Sudafrica         | 9.025 (8)  | 9.117 (8)        | 9.587 (5)     | 9.243 (8)  |                 |
| Irlanda           | 8.975 (9)  | 9.050 (10)       | 9.327 (10)    | 9.117 (9)  |                 |
| Russia            | 8.568 (10) | 9.150 (7)        | 9.453 (7)     | 9.057 (10) |                 |

### Riconoscimenti speciali
| Riconoscimento                | Concorrente                                                                             |
| ----------------------------- | --------------------------------------------------------------------------------------- |
| Best National Costume         | - Messico - Katty Fuentes - Perù - Karim Bernal - Trinidad e Tobago - Wendy Fitzwilliam |
| Miss Congeniality             | - Turchia - Asuman Krause                                                               |
| Miss Photogenic               | - Slovacchia - Vladimíra Hreňovčíková                                                   |
| Jantzen Best in Swimsuit      | - Venezuela - Veruska Ramírez                                                           |
| Clairol Herbal Essences Style | - Messico - Katty Fuentes                                                               |

## Giudici della trasmissione televisiva
Le seguenti celebrità hanno fatto da giudici durante la serata finale:
- Richard Chamberlain –  Attore.
- Cindy Adams – Giornalista.
- Maria Conchita Alonso – Attrice.
- Vivienne Tam  – Stilista.
- Elaine Farley – Editore di Sports Illustrated.
- Richard Johnson – Giornalista del New York Post.
- Shemar Moore – Attore.
- Elvis Stojko – Pattinatore di figura.

## Concorrenti
- Angola - Emilia Guardano
- Argentina - Marcela Brane
- Aruba - Wendy Lacle
- Australia - Renee Henderson
- Bahamas - Juliette Sargent
- Belgio - Sandrine Corman
- Belize - Elvia Vega
- Bolivia - Veronica Larrieu
- Bonaire - Uzmin Everts
- Brasile - Michella Marchi
- Bulgaria - Natalia Gourkova
- Canada - Juliana Thiessen
- Cile - Claudia Arnello
- Cipro - Daniella Iordanova
- Colombia - Silvia Ortiz
- Corea del Sud - Kim Ji-yeon
- Costa Rica - Kisha Alvarado
- Croazia - Ivana Grzetić
- Curaçao - Natacha Bloem
- Ecuador - Soraya Hogonaga
- Egitto - Karine Fahmy
- El Salvador - María Gabriela Jovel
- Estonia - Mari Lawrens
- Filippine - Jewel May Lobaton
- Finlandia - Jonna Kauppila
- Francia - Sophie Thalmann
- Germania - Katharina Mainka
- Ghana - Francisca Awuah
- Giamaica - Shani McGraham
- Giappone - Nana Okumura
- Grecia - Dimitra Eginiti
- Guam - Joylyn Munoz
- Guatemala - Astrid Ramírez
- Honduras - Dania Prince
- Hong Kong - Virginia Yung
- India - Lymaraina D'Souza
- Irlanda - Andrea Roche
- Isole Marianne Settentrionali - Helene Yum Lizama
- Isole Vergini Americane - Leah Webster
- Isole Vergini Britanniche - Kaida Donovan
- Israele - Hagit Raz
- Italia - Claudia Trieste
- Jugoslavia - Jelena Trninić
- Libano - Nina Kadis
- Malaysia - Sherine Wong
- Malta - Carol Cassar
- Mauritius - Leena Ramphul
- Messico - Katty Fuentes
- Namibia - Retha Reinders
- Nicaragua - Claudia Alaniz
- Nigeria - Chika Chikezie
- Norvegia - Stine Bergsvand
- Nuova Zelanda - Rosemary Rassell
- Paesi Bassi - Jacqueline Rotteveel
- Panama - Tanisha Drummond
- Paraguay - Luz Marina González
- Perù - Karim Bernal
- Polonia - Sylwia Kupiec
- Porto Rico - Joyce Giraud
- Portogallo - Icilia Berenguel
- Regno Unito - Leilani Dowding
- Rep. Ceca - Kristina Fridvalská
- Rep. Dominicana - Selines Méndez
- Romania - Juliana Elena Verdes
- Russia - Anna Malova
- Singapore - Alice Lim
- Slovacchia - Vladimíra Hreňovčíková
- Spagna - María José Besora
- Stati Uniti - Shawnae Jebbia
- Sudafrica - Kerishnie Naicker
- Svezia - Jessica Olérs
- Svizzera - Tanja Gutmann
- Taiwan - Annie Tsai
- Thailandia - Chalida Thaochalee
- Trinidad e Tobago - Wendy Fitzwilliam
- Turchia - Asuman Krause
- Ucraina - Olena Spirina
- Ungheria - Agnes Nagy
- Uruguay - Virginia Russo
- Venezuela - Veruska Ramírez
- Zimbabwe - Selina Stuart